# Marc Fiszman
Pour les articles homonymes, voir Fiszman.
Marc Fiszman est un producteur de cinéma français né le 12 mars 1973. Il est le président de la société de production de cinéma Madame Films.

## Filmographie
- 2005 : Jean-Philippe de Laurent Tuel
- 2007 : JCVD de Mabrouk El Mechri
- 2014 : Babysitting de Philippe Lacheau et Nicolas Benamou
- 2015 : Babysitting 2 de Philippe Lacheau et Nicolas Benamou
- 2017 : Épouse-moi mon pote de Tarek Boudali
- 2019 : Nicky Larson et le parfum de Cupidon de Philippe Lacheau
- 2020 : 30 Jours max de Tarek Boudali
- 2023 : 3 jours max de Tarek Boudali